# Shunosaure
El shunosaure (Shunosaurus, 'llangardaix de Shu') és un gènere de dinosaure sauròpode que va viure al Juràssic mitjà (Bathonià-Cal·lovià), fa uns 165 milions d'anys. Se n'han trobat restes fòssils a les províncies xineses de Chongqing i Sichuan.